# Ceratopsion aurantiacum
Ceratopsion aurantiacum är en svampdjursart som först beskrevs av Lendenfeld 1888.  Ceratopsion aurantiacum ingår i släktet Ceratopsion och familjen Raspailiidae. Inga underarter finns listade i Catalogue of Life.